# 最後の晩餐 (テレビ番組)
『最後の晩餐』（さいごのばんさん）は、一部の日本テレビ系列局で放送されていた読売テレビ（ytv）制作の深夜バラエティ番組である。制作局の読売テレビでは、2000年4月8日から2002年3月25日まで放送された。
番組開始当初は笑福亭鶴瓶、浜村淳、キダ・タロー、中島らも、石野敦士（Over Drive）の5人による出演だったが、2000年秋より石野が他局のテレビ番組『ワンダフル』のレギュラーになって東京進出したことでスケジュールの都合が付きにくくなったことで同年末で降板し、石野に代わって平井善之（アメリカザリガニ、2001年1月から）がレギュラー入りして5人体制を継続した。
番組では後述するように毎週週替わりの企画を展開していく。
平井は通常眼鏡をかけていないが、この番組は前任の石野を含めて出演者全員が眼鏡をかけていることから、この番組限定で平井も眼鏡をかけて出演した。

## 主な企画
擬音祭
出題者がいわゆる効果音や擬音を人間の声で発し、それが何の効果音や擬音であるかを答えるクイズ。後年、『笑っていいとも!』でも同様のコーナーが（ほぼ同名で）放送された。
味覚!頭のマッサージ
5人はアイマスク（目隠し）をし、女性アシスタントが5人の口に運ぶある食材を答える。タイトルはABCラジオ「ABCヤングリクエスト」の1コーナー「仁鶴の仁鶴頭のマッサージ」のパロディ。
QUIZ! 賢者の叫び!!
一般常識問題を5人の解答者が答えるクイズであるが、得点は解答者が回答する時の騒音計の数値によって決定し、正解すればその分が加点、不正解だと減点となる。よって自信のある問題は絶叫して、自信がなければ小声でという駆け引きが重要な勝敗を決めるポイントとされた。喉を酷使する企画である為、優勝賞品も龍角散や喉飴等、喉を労わる賞品であった。
白い本
著名作家が作品の冒頭の書き出しだけシナリオとして書き、その後は司会の5人がそれぞれ交代で即興の小説を作り上げる。
お笑いタロー道場
キダがお寺の住職、それ以外の4人が坊さんとして登場。キダが出題するとんち問題を面白おかしく回答し、優秀な回答者にはキダからエネルギーが注入される大喜利的なコーナー。
教えてください、教えてあげます
司会者5人が素朴な疑問を視聴者にぶつける。そしてその回答を視聴者からの葉書によって後日紹介するという逆Q&Aといえる企画。
虚構映画解説
とある、日本では未公開の映画作品のダイジェスト版を見てもらい、司会者5人がそれぞれ即興でその作品に独自の題名を付け、またその映画について解説する企画。
5人のはらわた
5人は出される質問にYESか、NOで答え、回答にあわせて黒ジャン、白ジャンを着て、YESだったら白側、NOの場合は黒側に移って対談する。

## スタッフ
- ナレーション：ほりえかおり、松岡由貴
- ディレクター：前西和成・妹尾和己（YTV）
- 構成：疋田哲夫、上田信彦、藤本多賀雄
- オープニングCG：aex
- プロデューサー：佐藤恭仁子（YTV）、高林純平（松竹芸能）
- チーフプロデューサー：荻原武博（YTV）
- 協力：リバーボトル
- 制作協力：松竹芸能
- 制作著作：よみうりテレビ

## 放送時間（大阪地区）
- 2000年4月 ‐ 2001年3月：毎週土曜深夜0:55 ‐ 1:25
- 2001年4月 ‐ 2002年3月：毎週月曜深夜0:55 ‐ 1:25

## ネット局
- 読売テレビ（制作局）
- 日本テレビ（2000年9月まで）
- ミヤギテレビ
- テレビ新潟
- テレビ信州
- 静岡第一テレビ
- 中京テレビ
- テレビ金沢（2001年3月まで）
- 南海放送（2001年3月まで）
- 福岡放送（2000年9月まで）
- 長崎国際テレビ
- 鹿児島読売テレビ
- 秋田放送（2001年1月より）

| 読売テレビ（ytv） 笑福亭鶴瓶出演のバラエティ番組 | 読売テレビ（ytv） 笑福亭鶴瓶出演のバラエティ番組 | 読売テレビ（ytv） 笑福亭鶴瓶出演のバラエティ番組 |
| 前番組                                           | 番組名                                           | 次番組                                           |
| ------------------------------------------------ | ------------------------------------------------ | ------------------------------------------------ |
| LIVE PAPEPO 鶴+龍                                | 最後の晩餐                                       | BAN!BOO!ぱいん!!                                 |